# Isariella auerswaldiae
Isariella auerswaldiae är en svampart som beskrevs av Henn. 1908. Isariella auerswaldiae ingår i släktet Isariella, divisionen sporsäcksvampar och riket svampar.   Inga underarter finns listade i Catalogue of Life.